# La Femme la plus riche du monde (film, 2025)
Pour les articles homonymes, voir La Femme la plus riche du monde.
Pour plus de détails, voir Fiche technique et Distribution.
La Femme la plus riche du monde est une comédie dramatique franco-belge réalisée par Thierry Klifa et sortie en 2025. 
Inspiré par l'affaire Banier-Bettencourt, le film a été présenté hors compétition au festival de Cannes 2025.

## Fiche technique
- Titre original : La Femme la plus riche du monde[2]
- Réalisation : Thierry Klifa
- Scénario : Cédric Anger, Jacques Fieschi et Thierry Klifa
- Musique : Alex Beaupain
- Photographie : Hichame Alaouié
- Montage : Chantal Hymans
- Décors : Eve Martin
- Production : Mathias Rubin
- Sociétés de production : Recifilms (Paris), Versus Production (Bruxelles), en association avec 7 SOFICA
- Pays de production :  France,  Belgique
- Langue originale : français
- Format : couleur
- Genre : comédie dramatique
- Durée : 123 minutes
- Dates de sortie :
  - France : 18 mai 2025 (festival de Cannes 2025)[3] ; 29 octobre 2025 (sortie nationale)[4]

## Distribution
- Isabelle Huppert : Marianne Farrère
- Laurent Lafitte : Pierre-Alain Fantin
- Marina Foïs : Frédérique Spielman
- Raphaël Personnaz : Jérôme Bonjean
- André Marcon : Guy Farrère
- Mathieu Demy : Jean-Marc Spielman
- Joseph Olivennes : Raphaël d’Alloz
- Micha Lescot : De Veray
- Paul Beaurepaire : Charles Spielman
- Yannick Renier : Capitaine brigade Financière
- Anne Brochet : Betsy
- Douglas Grauwels : l'architecte

## Distinctions

### Sélections
- Festival de Cannes 2025 : sélection officielle, hors compétition